# تیرسوس

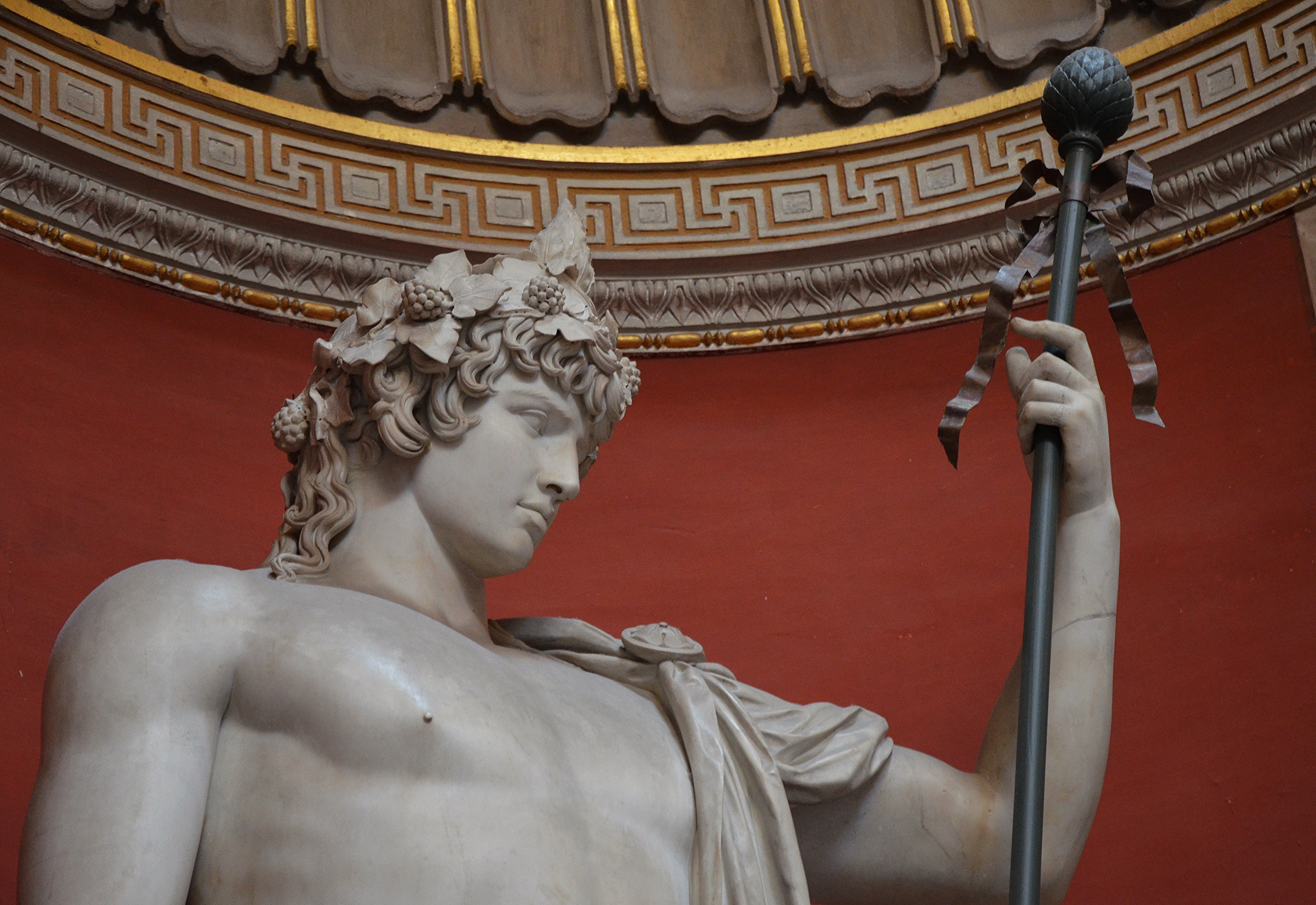
مجسمه عظیم آنتینووس به عنوان دیونیسوس-اوزیریس

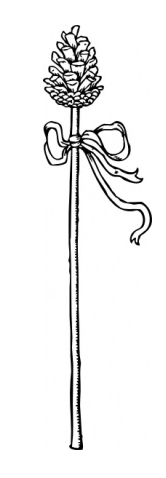
طرحی از تیرسوس

تیرسوس (انگلیسی: Thyrsus) عصای آیینی یا عصایی از رازیانه غول پیکر پوشیده شده با پیچک انگور و برگ، بالای آن مخروط کاج کاج یا کنگر فرنگی، یا با دسته‌ای از برگ‌های انگور یا برگ پیچک و توت بود، که در طول جشن‌ها و مراسم مذهبی یونان باستان حمل می‌شد. تیرسوس معمولاً با خدای یونانی دیونیسوس مرتبط است و نمادی از خوشبختی، باروری و هدونیسم مشابه خود دیونیسوس است.